# INS Lahav (502)
El INS Lahav (502) (cuchilla) es una corbeta de clase Sa'ar 5 de la Heyl Ha'Yam que fue construida por Northrop Grumman Ship Systems en 1993. Es una de las tres corbetas de su clase en servicio en la Armada israelí y tiene su base, en la ciudad de Haifa, Israel.

## Historial
El contrato para su construcción, fue firmado a comienzos de la década de 1980, y fue la segunda unidad de su clase en ser botada en 1993 y asignada en septiembre de 1994. La Lahav tomó parte en el bloqueo de los puertos de Líbano de 2006. También ha tomado parte en distintos ejercicios de la OTAN incluidos unos en abril de 2008 con las armadas turcas y estadounidense.
El 30 de mayo de 2010, zarpó desde su base de Haifa, junto con otras unidades de la marina de Israel, con las que el 31 de mayo, participó en el Ataque a la flotilla de Gaza.